# فريتس شوت
فريتس شوت (3 سبتمبر 1879 – 4 يناير 1986)، سبّاح هولندي راحل، مثّل بلاده في الألعاب الأولمبية الصيفية 1924.

## روابط خارجية
فريتس شوت على موقع الاتحاد الدولي للسباحة (الإنجليزية)
- فريتس شوت على موقع أوليمبيديا (الإنجليزية)